# Katarisch-osttimoresische Beziehungen
Die Staaten Katar und Osttimor unterhalten diplomatische Beziehungen.

## Diplomatie
Die beiden Staaten haben keine Botschaft im anderen Land. Für Osttimor ist der Botschafter Katars im indonesischen Jakarta zuständig. Bereits 2013 hatte Katar eigentlich angekündigt, in Dili eine Botschaft eröffnen zu wollen.
In Katar vertritt Osttimors Honorarkonsul in Beirut Joseph Issa das südostasiatische Land.

## Wirtschaft

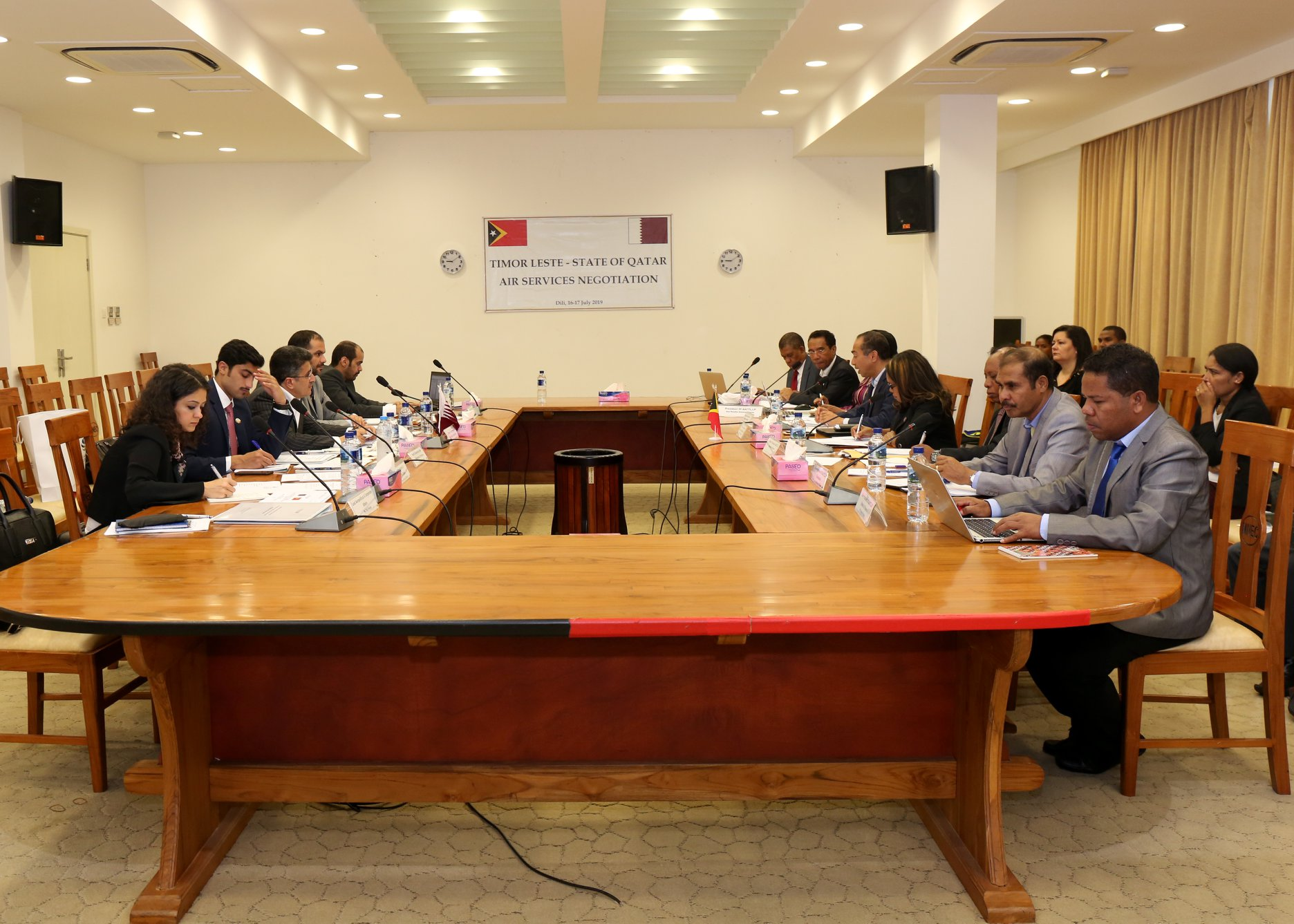
Bilaterale Verhandlungen über ein Luftfahrtsabkommen (2019)

Die Wirtschaft beider Länder ist von der Erdölförderung abhängig. Osttimor nutzt hier Wissen aus Katar. Katar ist an Investitionen in Osttimors Luftverkehr interessiert.
Für 2018 gibt das Statistische Amt Osttimors keine Handelsbeziehungen zwischen Osttimor und Katar an.

## Einreisebestimmungen
Osttimoresen können ein eVisa für Katar erhalten.